# بانوی شکسته
بانوی شکسته (به فرانسوی: La femme rompue) اثری از سیمون دوبووار نویسنده و فیلسوف فرانسوی است.
این کتاب در سال ۱۹۶۷ توسط نویسنده فرانسوی منتشر می‌شود. به گفتهٔ خود نویسنده «من هرگز چیزی اندوهناک تر از این سرگذشت ننوشته بودم: سراسر بخش دوم جز فریاد اضطراب آلود نیست و انحطاط نهایی قهرمان داستان، تلخ‌تر از مرگ است.»

## شخصیت اصلی داستان
بانویی ساده و معمولی؛ اگرچه با کنجکاوی می‌توان دریافت که دو بووار گوشه‌های پراکنده‌ای از زندگی خودش را نیز در سرگذشت زن داستان جای داده‌است. نگرانی‌های ذهنی و سرگردانی‌های عملی قهرمان، آن‌چنان وصف شده که گویی خود نویسنده آن را تجربه کرده‌است؛ اما شخصیت کلی این زن یعنی نقش اول داستان وانهاده به سیمون دوبووار روشنفکر هیچ شباهتی ندارد.

## سیر داستان
این داستان یک داستان اول شخص است. در واقع روند و سیر داستان از دید شخصیت اصلی رمان و به‌صورت یادداشت‌های روزانه بیان شده‌است. نویسنده با نوشتن داستان زنی میان‌سال که همسرش به او خیانت می‌کند و عکس‌العمل‌های وی، خواننده را با زوایای عمیق درون شخصیت اصلی داستان روبه‌رو می‌کند.